# Konidium

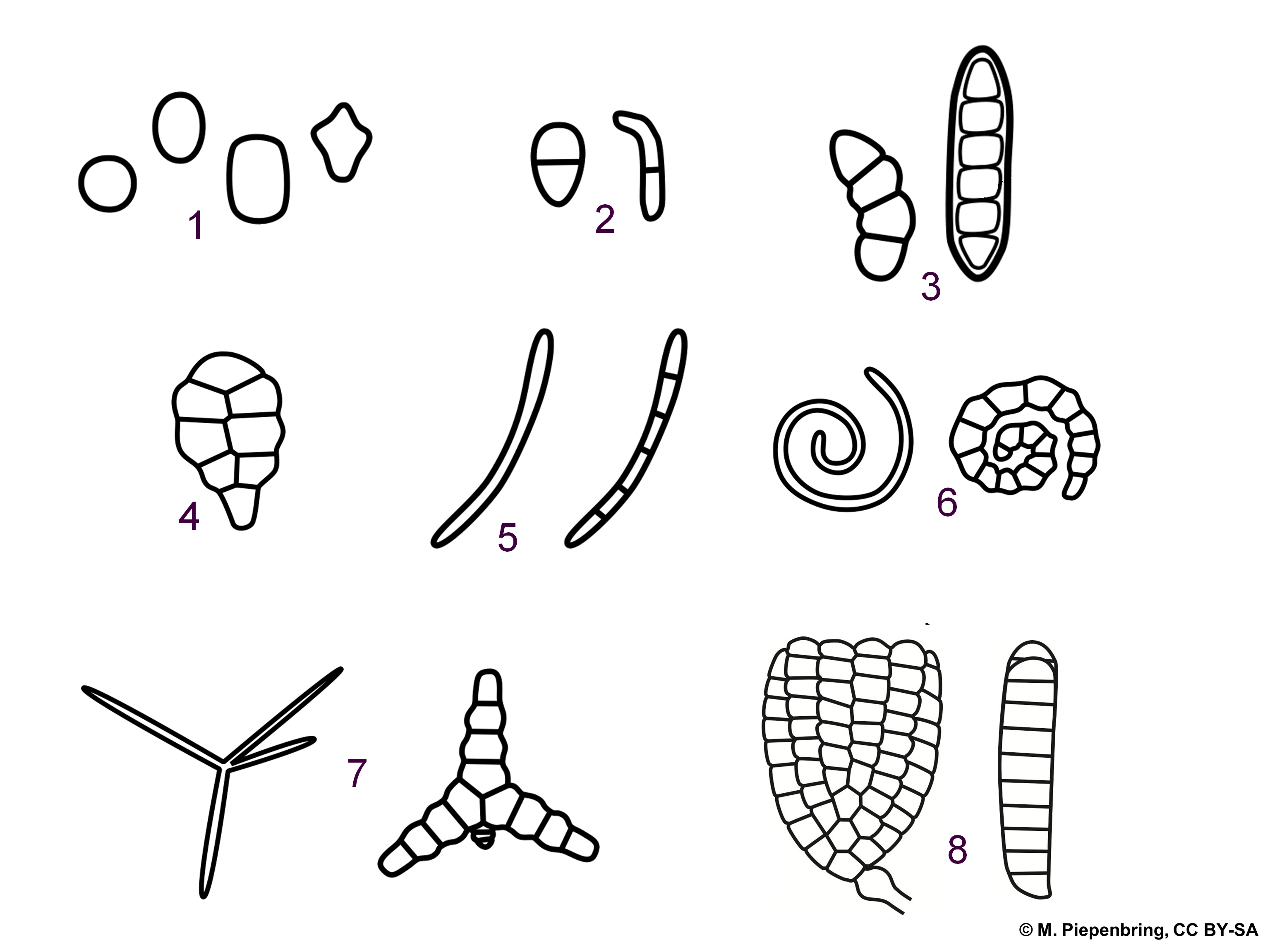
Typy konidiów wg P. A. Saccardo: 1 – amerokonidia, 2 – didymokonidia, 3 – fragmokonidia, 4 – diktiokonidia, 5 – skolekokonidia, 6 – helikokonidia, 7,8 – staurokonidia

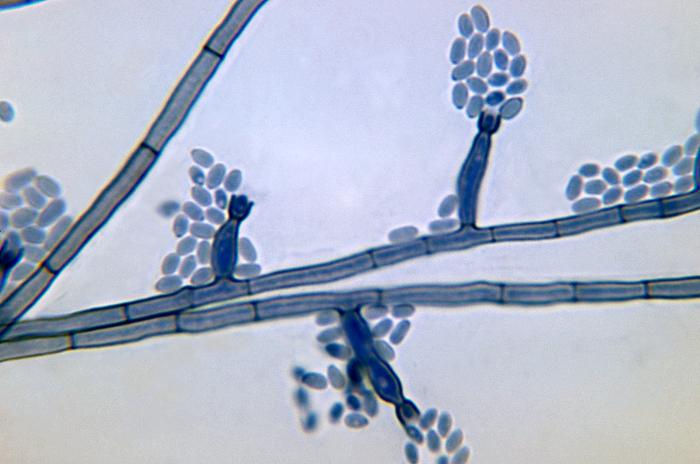
Mikroskopowe zdjęcie konidiów u Phialophora verrucosa

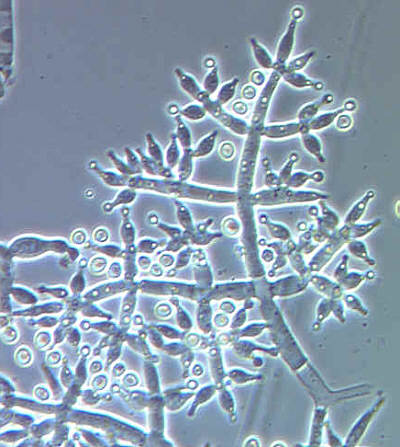
Konidia grzyba Trichoderma harzianum

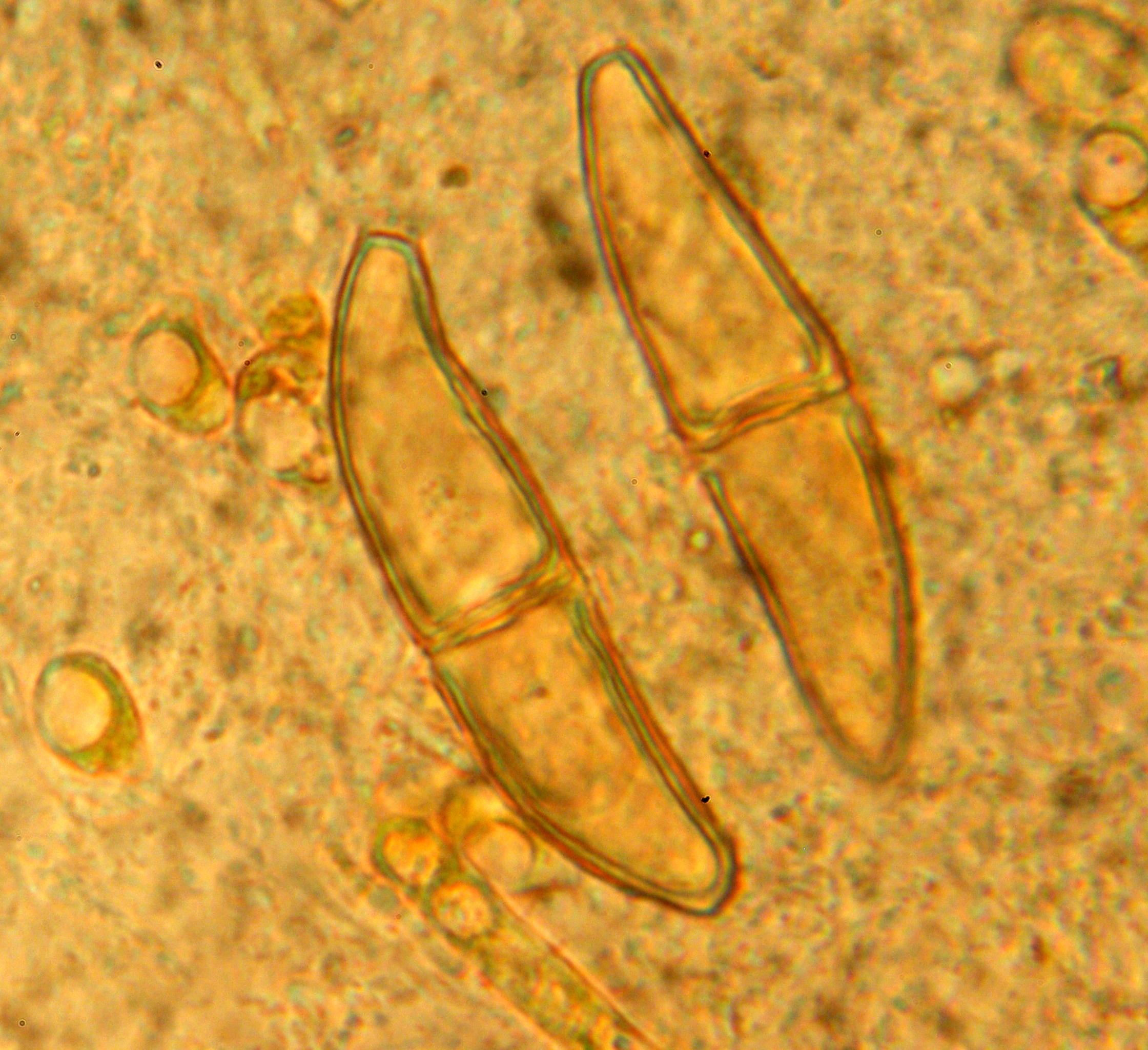
Dwukomórkowe teliospory nagoci goździeńcowatej

Konidium (l.mn. konidia), konidiospora lub zarodnik konidialny – rodzaj zarodników grzybów powstający w wyniku rozmnażania bezpłciowego. Należy do grupy mitospor.

## Wytwarzanie i rozprzestrzenianie konidiów
Konidia wytwarzane są często przez workowce (Ascomycota), rzadziej podstawczaki (Basidiomycota). Najczęściej powstają egzogenicznie (na zewnątrz komórki), ale mogą też powstawać endogenicznie (wewnątrz komórki, jak np. fialospory w fialidach). Konidia wytwarzane w pyknidiach często nazywa się pykniosporami. Proces wytwarzania konidiów to konidiogeneza. Zachodzi albo na strzępkach zwanych konidioforami, albo w specjalnych strukturach zwanych konidiomami.
Wytworzone przez grzyby konidia są rozprzestrzeniane najczęściej przez ruchy powietrza. U licznych gatunków grzybów w acerwulusach, oprócz konidiów, powstaje higroskopijna substancja, która pochłaniając wodę podczas deszczu, tworzy wokół owocnika śluzowatą otoczkę. Pęczniejąc, substancja ta wypycha konidia z acerwulusów, a wiatr je roznosi. Śluz umożliwia przyklejenie się konidiów do podłoża. Jest to najczęściej spotykany sposób infekcji roślin przez patogeniczne grzyby.
Konidia są zawsze obecne w powietrzu, ale ich poziom zmienia się z dnia na dzień i wraz z porami roku. Przeciętnie człowiek wdycha 40 konidiów na godzinę. Normalnie jest to nieszkodliwe, ale czasami tolerujące ciepło (termotolerancyjne), pospolite grzyby wywołują zakażenie u niektórych typów pacjentów z ciężkim obniżeniem odporności (zwykle pacjenci z ostrą białaczką poddawani chemioterapii indukcyjnej, pacjenci z AIDS z nałożonym chłoniakiem z komórek B, z przeszczepem szpiku kostnego). Ich układ odpornościowy nie jest wystarczająco silny, aby zwalczyć grzyby, które mogą skolonizować płuca, powodując infekcję płuc.

## Podział konidiów
W zależności od sposobu powstawania wyróżnia się kilka rodzajów konidiów:
- artrokonidia, artrospory – krótkie, jednokomórkowe zarodniki wytwarzane przez fragmentację strzępek grzybni lub odgałęzień konidioforów,
- artrospory merystemowe – powstają pojedynczo lub tworzą łańcuszki na szczycie trzonka komórki zarodnikotwórczej. Występują u grzybów z rodzaju Oidium oraz w rzędzie Erysiphales – tu nazywają się oidiami[7],
- tretokonidia, tretospory – przeważnie grubościenne i barwne zarodniki wytwarzane przez rozrastanie się wewnętrznej ściany komórki zarodnikotwórczej. Powstają pojedynczo lub tworzą łańcuszki. Występują np. u rodzajów Alternaria i Helminthosporium[7],
- fialokonidia, fialospory – wytwarzane są przez rozszerzone butelkowato komórki zwane fialidami i tworzą łańcuszki. Mogą powstawać na komórkach lub w ich wnętrzu. U niektórych rodzajów (np. Acremonium i Fusarium) fialospory sklejone śluzowatą substancją tworzą główkowate skupiska[7],
- merospory – zarodniki powstające przez rozpad merosporangium[8].

W zależności od budowy konidia dzieli się na:
- amerokonidia – jednokomórkowe,
- diktyokonidia – dwukomórkowe z przegrodą podłużną,
- didymokonidia – dwukomórkowe z przegrodą poprzeczną,
- helikokonidia – o kształcie helikalnym, z przegrodami lub bez,
- fragmokonidia – wielokomórkowe, z dwoma lub więcej przegrodami,
- skolekokonidia – cienkie i wydłużone, z przegrodami lub bez,
- staurokonidia – o gwiaździstym kształcie lub posiadające promieniście wystające ramiona.

W zależności od barwy dzieli się konidia na:
- hyaloamerospory – bezbarwne,
- phaeoamerospory – wybarwione.

Niektóre grzyby, np. w obrębie rodzaju Fusarium, wytwarzają dwa rodzaje konidiów różniące się wielkością i kształtem:
- makrokonidia,
- mikrokonidia.

Spotykane są jeszcze różne inne określenia rodzajów konidiów:
- akrokonidium, akrospora – zarodnik powstający na szczycie,
- aleuriokonidium, aleuriospora – zarodnik powstający wskutek rozrostu niezróżnicowanej strzępki lub na krótkiej szypułce i uwalniany poprzez lizę lub rozpad ściany komórkowej komórki wspomagającej,
- annelokonidium, annelospora – zarodnik powstający z annellidy poprzez konidiogenezę enteroblastyczną,
- zygokonidium – zarodnik powstały przez zlanie się ze sobą dwóch konidiów[10].

Wprowadzono jeszcze inne podziały konidiów w zależności od przebiegu konidiogenezy. Różnorodność budowy konidiów i metod ich powstawania jest jednak tak duża, że żadne próby ich klasyfikowania nie są w pełni zadowalające. Według niektórych autorów lepiej po prostu używać ogólnego określenia konidium.